# 卡多姆
卡多姆（羅馬化：Kadom）是俄罗斯梁赞州卡多姆区行政中心及最大聚居地，也是该区唯一一座市级镇。地处梁赞州东部，位于伏尔加河流域奥卡河一支流莫克沙河畔，在州府梁赞东方，靠近梁赞州与莫尔多瓦共和国的边界。
该地2022年人口有5,009人；2010年人口5,478；2002年人口6,181；1989年人口7,250。